# Luigi d'Apera
Luigi d'Apera (falecido em 1520) foi um prelado católico romano que serviu como bispo de Terni (1509–1520).

## Biografia
Em setembro de 1509, Luigi d'Apera foi nomeado pelo Papa Júlio II como Bispo de Terni. Luigi serviu como Bispo de Terni até à sua morte em 1520.